# Wojciech Kowalczyk
Wojciech Kowalczyk (14 aprile 1972) è un ex calciatore polacco, di ruolo attaccante.

## Carriera
Con la Nazionale polacca ha vinto la medaglia d'argento ai Giochi olimpici 1992. Nella Coppa delle Coppe 1990-1991 segna una doppietta contro la Sampdoria nella partita di ritorno terminata 2-2, che eliminò i genovesi per la sconfitta all'andata.

## Palmarès

### Club
- Campionato polacco: 1

Legia Varsavia: 1993-1994
- Coppa di Polonia: 1

Legia Varsavia: 1993-1994
- Campionato cipriota: 1

APOEL: 2003-2004
- Coppa di Cipro: 2

Anorthosis: 2001-2002, 2002-2003

### Nazionale
- Argento olimpico: 1

Barcellona 1992

### Individuale
- Calciatore polacco dell'anno: 1

1992
- Capocannoniere della Divisione A: 1

2001-2002 (24 gol)